# Фрайслих, Иоганн Бальтазар
Иоганн Бальтазар Кристиан Фрайслих (нем. Johann Balthasar Christian Freislich, также Freißlich или Fraißlich; крещён 30 марта 1687, Иммельборн — 17 апреля 1764, Данциг) — немецкий композитор и дирижёр.
Сын священника. Вероятно, получил первое музыкальное образование в придворной капелле герцогства Саксен-Мейнингенского под руководством Георга Каспара Шюрмана, затем с 1709 года продолжал обучение в Йене.
С 1714 года работал при дворе князя Шварцбург-Зондерсгаузена, первоначально как органист, а в 1718—1731 гг. как первый капельмейстер, руководитель придворного оркестра. В 1731 году, после смерти своего единокровного брата Максимилиана Дитриха Фрайслиха, сменил его на посту музыкального руководителя Собора Девы Марии в Данциге и занимал его до конца жизни (затем место Фрайслиха занял его ассистент Фридрих Кристиан Морхайм, женатый на его дочери).
Основной корпус сочинений Фрайслиха составляли светские и церковные кантаты, по большей части не сохранившиеся; впрочем, уже в XXI веке Вероника Скуплик обнаружила две из них в одной из гданьских библиотек и организовала их исполнение в 2015 году в Ольденбурге. Одноактная опера Фрайслиха «Влюбленная монахиня» (нем. Die verliebte Nonne) также утрачена. По-видимому, Фрайслих сочинял и инструментальную музыку: в каталоге издательства Breitkopf & Härtel было указано его фортепианное трио. В манере Фрайслиха видят итальянское влияние, повлёкшее за собой дальнейшую секуляризацию церковной музыки.